# Efraín Santibáñez
Efraín Santibáñez (Efraín Santibáñez Schilling; * unbekannt;) war ein chilenischer Leichtathlet.

## Karriere
Santibáñez nahm mehrfach an den Leichtathletik-Südamerikameisterschaften in der Disziplin Speerwurf teil und konnte dabei auch drei Mal den Titel des Südamerikameisters gewinnen. Insgesamt konnte er in seiner Karriere die folgenden Erfolge erzielen:
- 1931: 2. Platz (inoffizielle Veranstaltung)
- 1933: Südamerikameister
- 1935: Südamerikameister
- 1941: 3. Platz
- 1945: 2. Platz
- 1946: Südamerikameister (inoffizielle Veranstaltung)
- 1947: 3. Platz
- 1949: 3. Platz

Ihm zu Ehren trägt der Leichtathletikverein von Copiapó den Namen Asociación Atlética Efraín Santibáñez Schilling.